# くず哲也
くず 哲也（くず てつや、本名：野村 哲也、1947年〈昭和22年〉6月10日 - 2021年〈令和3年〉1月31日）は、日本のタレント、フリーライター、ラジオパーソナリティ。

## 人物
東京都出身。東京都立広尾高等学校、武蔵野美術大学産業デザイン科卒業。大学卒業後、広告会社に入社するが3か月で退社。その後は特に定職に就く訳でもなく音楽グループの「日暮し」の結成に関わったり、平凡出版（現・マガジンハウス）で「平凡パンチ」のライターをしたり気ままな活動をし、せんだみつお、鈴木ヒロミツ、高橋基子、黒田征太郎、浅井慎平、野末陳平らと出会い親交を温めて来た。ある時ニッポン放送のプロデューサー・上野修にマイクテストを受けるようにと半ば強引にニッポン放送に呼ばれる。その時はラジオパーソナリティになる気は更々無くマイクの前で好き勝手な事を言って帰ったが、上野に気に入られて平凡出版が提供していた「ザ・パンチ・パンチ・パンチ」のメインパーソナリティに抜擢される。「ザ・パンチ・パンチ・パンチ」にパーソナリティとして出演する際、本名では公務員みたいで堅苦しいとして芸名を付けることになり、上野が名付けた。当時東京都杉並区で清掃工場建設を巡っての『杉並ゴミ戦争』と言われた騒動があり、これに便乗するような形で『ゴミ哲也』と言う名前も候補に挙がったが「ゴミよりクズテツの方がいくらか利用価値が上がるのでは」と考え、くず哲也となった（上野は「いい加減な理由」と話していた）。その後ニッポン放送を中心にラジオパーソナリティ、ライター、タレント活動を行う。豊島区南長崎にて「半分亭」というダイニングバーのマスターとしての顔も持っていた。2014年9月以降はラジオ、テレビからは遠ざかり、バーの経営の他、映画評の執筆などで活動していた。
自らのトークスタイルについて「カッコいいことを言おうとかそういうことは思ってなく、遊んだり飲みに行っている時と同じ様な雰囲気で、出来るだけ普段に近い形でと言うのがモットー。言葉の一つ一つというのは放送禁止用語以外はあまり意識してないので、言葉のそれは間違いだらけではないかという気もする。大事にしているのは、いかに生き生きした言葉を相手に伝えていくかということで、そうでないと今の若い人には伝わらないと考えている」といったことを話していたことがある。
2021年1月31日午前9時38分、急性骨髄性白血病のため死去。73歳没。

## 過去の主な出演番組

### ラジオ
昭和50年代にはニッポン放送を中心に活躍していた。
- ニッポン放送
  - ザ・パンチ・パンチ・パンチ
  - くず哲也の日曜はダメよ
  - NISSANナマ生ステーション
    - 日本全国7時半! （1982年10月 - 1983年3月）
    - 日本全国聴きある記 （1983年10月 - 1984年3月）

  - くず哲也のほいきた!土曜日一番のり
- ラジオ日本
  - まっ昼間・極太・骨太!くず哲也
  - くず哲也のオトナの情報マガジン
  - くず哲也のまじめ半分おもしろ半分
  - ギャオス・くずの「オトナのスポーツマガジン」（2009年ナイターレインコート）
  - 応援ラジオ・どんまい!→くず哲也のどんまい!!（2011・2012年ナイターレインコート）
  - くず哲也のコバヤシラジオ（2011年ナイターオフ）
- 僕も私もジャイアンツナイター（ラジオ日本ジャイアンツナイターレインコート番組。火曜日のみ）
- その他
  - くず哲のヤンヤン大学（TBSラジオ）
  - くず哲のグッドチューニング（TBSラジオ）
  - SUPER FREAK SUNDAY（FM富士）初代DJ
  - エンドーミュージックショーウィンドー（東北放送） ※日曜担当

### テレビ
- ヒット'76→ヒット'77（日本テレビ） - 池田まさると共に男性へのインタビュアー
- オレたちひょうきん族（フジテレビ） - ひょうきんベストテン（上田正樹役、子連れレポーター役）
- ファンキートマト（テレビ神奈川）- 初代司会者
- TVグラフィックおしゃべりトマト（テレビ神奈川）- リポーター
- くず哲也のおもしろザウルス（北海道文化放送）
- MOONラビット（千葉テレビ放送）
- こちら葛飾情報局（JCN葛飾）
- 鉄道モノ談義（MONDO21）
- ビデオジョッキー（東急ケーブルテレビ）

## 執筆
- 平凡パンチ「くず哲也のペーパーラジオ」等
- 平凡パンチOh!（平凡パンチの手帳サイズ版別冊）
- 初体験レポート（1979年4月、廣済堂出版）
- くず哲のヤンヤン大学（1979年4月、立風書房）
- くず哲也の日曜はダメよ―ダメでもともと笑殺ドジ爆弾（1981年6月、サンケイ出版）